# 한석수
한석수(1959년 5월 19일~)는 교육부 고위 공무원, 한국교육학술정보원 제9대 원장(2016. 1~2019. 4), 인천 재능고등학교 교장(2019. 4~2021. 8)으로 재직했으며, 2021. 9월부터 한국연구재단 전문경력인사 초빙활용 지원사업에 의거 공주대학교 정책융합전문대학원 초빙교수를 거쳐 2024. 5월부터 3년 임기로 행복도시건설청 산하 세종공동캠퍼스 운영법인 이사장으로 재직하고 있다. 충청남도 공주시 출생이다. 1985년 제29회 행정고시에 합격하여 1986년 공직을 시작, 교육부 대학정책실장, 교육정보통계국장, 대학지원관, 과학정책조정 기획관, 혁신인사기획관, 교육과학기술연수원장, 충남교육청 교육감 권한대행(부교육감), 충남대 및 전북대 사무국장 등을 역임하며 교육정책 및 교육정보화 분야 전반에서 활동한 교육 전문가이며 시인이다.

## 학력
- 한양대학교 행정학 학사(1982)
- 한양대학교 행정대학원 석사(1986)
- 미국 아이오와대학교 대학원 교육학 박사(2002)

## 주요경력
- 1985년 행정고시 제29회로 공직에 입문. 인천광역시 교육청 행정사무관을 시작으로 교육부 지방교육기획과ㆍ과학기술과ㆍ전산담당관실 사무관 역임.
- 서기관으로 대학학무과ㆍ정보화지원과ㆍ장관 비서실에 근무, 교육인적자원부로 개편된 이후에는 대학지원국 학술지원팀 팀장ㆍ학술학사지원과 과장ㆍ정책홍보관리실 기획법무담당관ㆍ전문대학정책과 과장ㆍ혁신인사기획관 역임
- 2007년 고위공무원으로 승진하여 충남대학교 사무국장을 비롯하여 충청남도 교육청 부교육감, 교육감 권한대행 등 충청남도 교육 분야의 요직 역임
- 교육과학기술부 개편 이후, 교육과학기술정책실 정책조정기획관을 시작으로 학술연구정책실 대학지원관, 교육정보통계국 국장을 역임, 2011년 말부터는 전북대학교 사무국장 등을 역임하였으며 2013년 8월, 다시 개편된 교육부에서 대학지원관을 거쳐 대학정책실장 역임
- 2016.01.27~2019.04.12: 제9대 한국교육학술정보원 원장
- 기타 경력
  - 공주대학교 초빙교수(2005) 및 한밭대학교 겸임교수(2008)
  - 아이오와 대학(2002) 및 조지아 대학(2012) 객원연구원
  - 한국문협 인천지부 수필부문 신인상(1991), 창작수필 신인상(1993), 공무원 문예대전 시 부문 장려상(2005) 및 우수상(2007) 수상, 계간(季刊) ‘애지’ 신인문학상(2008)

## 한국교육학술정보원 원장(2016. 1.~2019. 4.)
- 제4차 산업혁명시대 미래교육의 큰 그림 제시: ‘미래교육의 길라잡이’라는 슬로건을 바탕으로 다양한 포럼 및 세미나를 통해 완성한 교육전문가 57인과의 ‘대한민국 미래교육보고서’를 발간. 그 외 미국 애리조나 주립대학 개혁사례 보고서를 번역하여 ‘새로운 미국대학 설계- 대학개혁 성공 사례’를 발간(2017)
- 수요자 중심의 서비스 전면 개편: 에듀넷 및 학술정보서비스 시스템, KOCW 등을 수요자 중심으로 전면적으로 개편하고 차세대 에듀파인 구축 등을 추진하여 굿 콘텐츠 서비스 인정 및 전자정부를 빛낸 서비스 등으로 선정
- 기타: 종합교육연수원, 저작권 지원센터의 신규 인가 및 나이스 재해복구센터 착공, 교육분야 빅데이터 센터 운영 등을 추진하는 등 안정적인 교육환경 기반 마련에 기여하여 교육부 개인정보수준진단 3년 연속 최고등급 획득, 국가정보원 정보보안 관리실태 평가 최우수 기관(1위)달성, 공공기관 열린혁신 평가 우수기관 선정, 종합청렴도 3단계 상승(우수 등급), 제13회 대한민국 사회공헌대상 교육부총리상 수상 등 업적 달성

## 교육부 대학정책실장 (2013. 12.~2016. 1.)
- 대학 구조개혁, 고등교육 예산의 GDP 1% 달성 등 고등교육의 발전에 기여하였으며 ‘국립대학의 회계설치 및 재정운영에 관한 법률’, ‘지방대학 및 지역균형인재 육성에 관한 법률’ 등 적극적인 법 제정 활동과 정책 공감대 형성을 통하여 법안을 통과시킨 바 있으며, 이를 통해 국립대학 재정운영의 자율성과 효율을 높이고, 지방대학의 경쟁력 강화 및 지역 간의 균형 있는 발전에 기여
- 대학 구조개혁 추진: 학령인구 감소 및 고등교육의 발전적 생태계 조성을 위하여 대학 구조개혁 추진계획을 수립. 이는 새로운 대학평가 체제 도입 및 평가 결과에 따른 구조개혁 조치를 위한 방안으로 정책연구, 공청회 개최, 대학별 의견 수렴 및 대교협, 전문대협 등과의 협의, 평가 관련 전문가 검토, 대학구조개혁위원회 논의 등 전략적이고 체계적인 단계를 거쳐 마련함
- 기타: 사회수요 맞춤형 인재양성 사업 설계, 교육개혁 촉진을 위한 대학규제혁신방안 마련, 수능출제 오류 방지 및 제도 개선안 마련, 산학협력 및 창업교육 활성화계획, 반값 등록금 실현, 대학 및 전문대학 특성화 사업, 국립대 교원 성과급적 연봉제의 합리적 개선 등 고등교육, 학술 및 연구개발 진흥을 위한 정책을 실현하는데 기여함

## 교육과학기술연수원 원장(2009. 7.~2010. 3.)
단순 반복되는 연수 운영이라는 집행적 성격의 기관운영을 탈피하고자, 과감한 직제개편을 단행하여, 새로운 연수 프로그램 개발 및 정책연구 및 연수 기획 기능을 강화하고, 시·도 교육청 연수원과의 협력 확대 및 중국 국가교육행정학원과의 교류 협력의 기틀을 마련

## 충청남도 교육청 부교육감 및 교육감 권한대행(2008.09.~2009.04.)
교육감 사퇴로 인한 교육청 조직의 와해 위기에 처했을 때, 엄격한 중립성 유지와 함께 일처리 과정에서 파벌이나 상호간 불신이 조성되지 않도록 조직관리, 특히 시스템에 의한 행정, 철저한 실적 중심 및 연고주의 탈피를 강조하며 대대적인 인사혁신을 진행하여 조직의 안정을 최우선으로 추진하였으며, 이러한 노력의 결과로 시·도 교육청 평가에서 우수한 결과를 거둔바 있음

## 위원위촉 이력
- 2016. 3. 17. 이브릿지편집위원회 위원
- 2016. 5. 11. 글로벌 인재포럼(Global HR Forum) 자문위원
- 2016. 7. 1.~2018. 6. 30. 제 6기 행정중심복합도시건설추진위원회 위원
- 2016. 8. 18. 고려대학교 미래대학 자문위원회 위원
- 2016. 10. 11. 행정자치부 전자정부추진위원회 위원
- 2017. 4. 18.~2019. 4. 17. 이러닝진흥위원회 위원
- 2018. 3. 15.~2021. 3. 14. 유네스코 한국위원회 위원
- 2018. 5. 31. 행정중심복합도시건설청 공동캠퍼스 추진 위원
- 2018. 10. 5. 대구광역시 혁신도시발전위원회 위원

## 저서
- 《교육정책의 나비효과를 꿈꾸며》. 아르케. 2005. ISBN 9788958030393
- 《커피는 알라딘 램프다》. 지혜. 2012. ISBN 9788997386161
- 《교육 단상》. 퍼플. 2014. ISBN 480140001275P
- 《강물처럼》. 지혜. 2018. ISBN 9791157283095

## 편저
- 《박근혜 정부 대학정책》, 교육부 대학정책실. 2015, ISBN 480D150208690
- 《제4차 산업혁명시대 대한민국 미래교육보고서》, 광문각. 2017. ISBN 9788970938431

## 역서
- 《새로운 미국 대학 설계》. 아르케. ISBN 978895803159
- 《미국대학 입학사정관들의 고민》. 아르케. ISBN 9788958030577ISBN 9788958030577